# Orgasmatron (canción)
«Orgasmatron» es una canción del grupo de rock Motörhead de su álbum de 1986 Orgasmatron. Es una de las canciones más pesadas y oscuras de Motörhead. La letra habla del caos, la destrucción, política y religión. Fue remasterizada y llamada Orgasmatron 2000. La canción ha aparecido en los álbumes en vivo y recopilatorios de: 
- 25 & Alive Boneshaker
- 1916 Live... Everything Louder than Everything Else
- Stone Deaf Forever!
- Live at Brixton Academy
- The Best Of
- Everything Louder than Everyone Else

## Versiones
Ha sido versionada por varios artistas:
- Sepultura
- Satyricon
- Yat Kha
- Transmetal
- Nargaroth

## Personal
- Würzel - Guitarra
- Phil Campbell - Guitarra
- Pete Gill - Batería
- Lemmy - Bajo y voz

- Datos: Q264930